# Celama spreta
Celama spreta är en fjärilsart som beskrevs av Butler. Celama spreta ingår i släktet Celama och familjen trågspinnare. Inga underarter finns listade i Catalogue of Life.